# Paulina Mühlmann
Paulina Mühlmann (Buenos Aires, 12 de febrero de 1912-15 de febrero de 2009) fue una geóloga argentina. Es reconocida por ser la primera geóloga en realizar trabajo de campo en la Universidad de Buenos Aires, ya que su tesis constituye el primer registro de una campaña geológica realizada por una mujer en el marco de dicha universidad.

## Reseña biográfica
Paulina Mühlmann fue la primogénita de la pareja compuesta por Guillermina Goldstein y Salomón Mühlmann, inmigrantes de Europa del Este llegados a la Argentina a comienzos del siglo XX. Su padre era empleado de la Dirección General de Yacimientos Petrolíferos Fiscales (YPF), donde luego ingresaría Paulina siendo aún estudiante de grado. Su madre, que enviudó tempranamente, provenía de una familia de científicos y se ocupó de que sus cinco hijos alcanzaran una formación de nivel superior. Otro de los hijos del matrimonio, Miguel Marcos Mühlmann fue un reconocido científico, ligado a la biología y el petróleo.
Paulina cursó sus estudios secundarios en el Liceo Nacional de Señoritas y luego ingresó a la Facultad de Ciencias Exactas, Físicas y Naturales de la Universidad de Buenos Aires, en la carrera de Ciencias Naturales con orientación en Geología.
Mühlmann fue una de las primeras egresadas del doctorado en Ciencias Naturales con orientación en Geología de la Facultad de Ciencias
Exactas, Físicas y Naturales de la Universidad de Buenos Aires. Se doctoró en Ciencias Naturales el 14 de octubre de 1935 en la Universidad de Buenos Aires, presentando una tesis titulada Contribución al conocimiento del paleozoico inferior del norte de la  Argentina: observaciones en el cerro San Bernardo (Salta) bajo la dirección del geólogo Juan Keidel y con colaboración de los geólogos de YPF Enrico Fossa Mancini y Tor Hagerman. recibió la calificación de Distinguido. Parte de los materiales recolectados por Mühlmann en su primera campaña geológica forman parte del acervo del Repositorio de Paleontología de la Facultad de Ciencias Exactas y Naturales de la Universidad de Buenos Aires, usándose como material didáctico para ilustrar las clases.
En 1947 recibió una beca de Orientación técnica por parte de la Comisión Nacional de Cultura para el estudio químico-petrográfico de caolinitas, y sus aplicaciones. Según la evaluación recibida por este trabajo: «En resumen: la becaria ha puesto de relieve todo el valor que tiene el estudio científico-industrial de los caolines argentinos, con su conocimiento químico-petrográfico, para determinar con exactitud su rendimiento en la elaboración de productos cerámicos. Se acompaña el estudio con los dibujos de minerales observados a través del microscopio de polarización; y documenta su trabajo con observaciones y detalles de positivo interés por tratarse de investigación de una materia prima nacional».
Realizó su carrera profesional trabajando en YPF, inicialmente laboratorios en las distintas dependencias de la empresa en la ciudad de Buenos Aires y luego en los Laboratorios de Investigación y Desarrollo en Florencio Varela, donde se desempeñó desde su inauguración en 1942 hasta mediados de 1960, alcanzando el cargo de jefa de la sección Geología. Entre 1935 y 1936 investigó braquiópodos fósiles y microfósiles de la Patagonia.
Se la considera una geóloga de campo, siendo esto último notable para la época «ya que esa era una tarea reservada entonces para los hombres».
Paulina Mühlmann llegó a desempeñarse como directora de laboratorio petrográfico.  
Realizó trabajos en la zona donde del dique Las Maderas, en Jujuy, en el cerro San Bernardo, en Salta, entre otras regiones de Argentina.
Paulina Mühlmann formó parte de la Asociación Geológica Argentina (Socia Activa n.º 509) y del Consejo Superior Profesional de Geología (matrícula n.º 259, 1967).
Se considera que Mühlmann dejó un legado tangible con la colección de fósiles recolectados durante las campañas y las investigaciones científicas que llevó adelante, y un legado intangible en la historia de la Geología, al constituirse como una geóloga de campo, desafiando al statu quo establecido para las mujeres de ciencia en su época.

## Distinciones
Paulina Mühlmann junto a Edelmira Inés Mórtola, Jova Yussen, Zulema Chiesa y Adela Mangano fue mencionada como pionera en la presentación de un Proyecto de Ley para la designación del 11 de marzo como «Día Nacional de la Mujer en la Minería», que fue presentado por la senadora nacional por la provincia de San Juan, Cristina López Valverde.
La imagen de Paulina Mühlmann en una de sus campañas ilustra la portada de la publicación La mujer en la geología, realizada por la Asociación Geológica Argentina.